# Bert Mozley
Bert Mozley (født 23. september 1923 i Derby, England, død 28. oktober 2019) var en engelsk fodboldspiller (højre back).
Mozley tilbragte hele sin aktive karriere, fra 1945 til 1955, hos Derby County i sin fødeby. Han spillede næsten 300 ligakmape for klubben.
Mozley spillede desuden tre kampe for det engelske landshold, som han debuterede for 21. september 1949 i en venskabskamp mod Irland.